# 김윤호 (농구 선수)
김윤호(金允皓, 1963년 3월 21일 ~ )는 대한민국의 농구 선수이다.
경복고등학교와 고려대학교를 다녔다. 1988년 하계 올림픽에서 대한민국 대표로 참가했다.